# Cuca (banda)
Cuca é uma banda mexicana de hard rock formada em 1990 na cidade de Guadalajara.

## Integrantes

### Membros atuais
- José Fors — vocal
- Galo Ochoa — guitarra
- Carlos Aviléz — baixo
- Ignacio González — bateria

### Ex-membros
- Alfonso Fors — vocal

## Discografia

### Álbuns de estúdio
- 1992 - La Invasión de los Blátidos
- 1993 - Tu Cuca Madre Ataca de Nuevo
- 1995 - La Racha
- 1997 - El Cuarto de Cuca
- 2006 - Con Pelotas

### Ao vivo
- 2004 - Viva Cuca

### Compilações
- 1999 - Rock Millenium
- 1999 - La Buena Racha
- 2001 - Rock en Español: Lo Mejor de Cuca
- 2006 - Este es tu Rock: Cuca

### EP´S
- 1999 - Culebra 1996

## Videografia

### Filmes e DVDs
| Ano  | DVD                     |
| ---- | ----------------------- |
| 2004 | Viva Cuca DVD (Ao vivo) |

### Videoclipes
| Ano  | Video                  | Álbum                        |
| ---- | ---------------------- | ---------------------------- |
| 1992 | Cara de Pizza          | La Invasión de los Blátidos  |
| 1992 | El Son del Dolor       | La Invasión de los Blátidos  |
| 1993 | Mujer Cucaracha        | Tu Cuca Madre Ataca de Nuevo |
| 1995 | Insecticida al Suicida | La Racha                     |
| 1997 | Tu Flor                | El Cuarto de Cuca            |
| 2006 | Mátame Antes           | Con Pelotas                  |